# Botez, Mureș

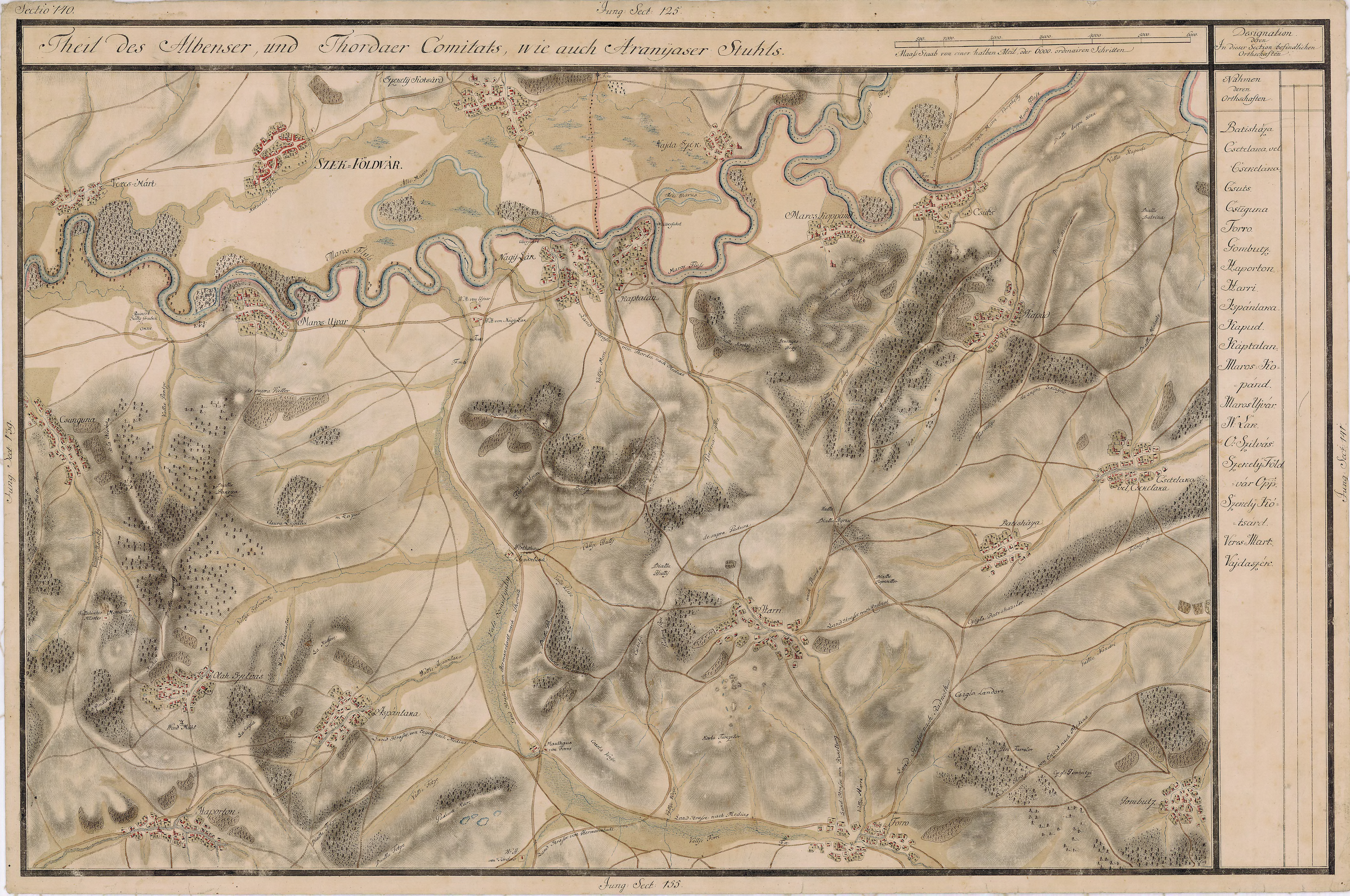
Botez în Harta Iosefină a Transilvaniei, 1769-1773

Botez (în maghiară Batizháza) este un sat în comuna Ațintiș din județul Mureș, Transilvania, România.

## Populație
Conform Recensământului din anul 2022 populația localității era de 180 locuitori în creștere față de datele de la ultimul recensământ când populația localității era de 179 locuitori. 